# Alcatel-Lucent
Alcatel-Lucent è stata una compagnia globale con sede a Parigi in Francia che ha prodotto hardware e software per le telecomunicazioni. Dopo aver raggiunto un accordo con Nokia, l'azienda ha cessato di esistere, entrando nel colosso finlandese.

## Storia
Alcatel-Lucent nasce dalla fusione di Alcatel e Lucent Technologies il 1º dicembre del 2006 e detenendo una quota di mercato intorno al 35-40% nel settore delle telecomunicazioni digitali sottomarine si pone come leader mondiale nella trasmissione ottica su fibra.
Nell'aprile 2015 è stato raggiunto l'accordo, del valore di 15,6 miliardi di euro, per l'acquisizione di Alcatel-Lucent da parte di Nokia, mediante emissione di nuove azioni riservate agli azionisti Alcatel-Lucent, che in questo modo deterranno il 33,5% della società post-fusione.
Il 14 gennaio 2016 la finlandese Nokia lancia un'offerta pubblica di acquisto delle azioni di Alcatel-Lucent. Il 2 novembre le azioni Alcatel-Lucent sono ritirate da Euronext a seguito dell'offerta pubblica di acquisto.
Il marchio "Alcatel" è in licenza a TCL Corporation e produce telefoni cellulari, smartphone e tablet.

## Alcatel-Lucent in Italia
Alcatel-Lucent in Italia aveva la sua sede principale a Vimercate, dove erano ospitati gli uffici amministrativi e i principali laboratori relativi agli apparati di trasmissione radio a microonde. Altri centri di ricerca e sviluppo erano presenti anche a Battipaglia e a Rieti, mentre a Trieste era attivo uno stabilimento di produzione.
Dopo la fusione tra Alcatel e Lucent, con la redistribuzione delle attività presso le strutture delle due imprese precedenti, si assistette a una riduzione delle attività manifatturiere e di ricerca e sviluppo in Italia. Nel giugno 2010 lo stabilimento di Battipaglia fu ceduto alla società genovese Telerobot, del gruppo Esacontrol.
Nel novembre 2011 fu venduto il centro ricerche di Bari, alla società Experis del gruppo multinazionale Manpower, e nell'aprile 2012 quello di Genova alla società Selesoft Consulting di Genova.
Nel 2014 i laboratori relativi al sistema di gestione per reti terrestri (1350OMS) e a due famiglie di apparati per telecomunicazioni ottiche su fibra, OMSN (Optical Multi-Service Node) e TSS (Transport Service Switch) furono ceduti a una nuova società ad hoc, SM Optics, del gruppo Siae Microelettronica; le due parti sottoscrissero un contratto di outsourcing nel novembre del 2014.